# Burmoniscus arcangelii
Burmoniscus arcangelii is een pissebed uit de familie Philosciidae. De wetenschappelijke naam van de soort is voor het eerst geldig gepubliceerd in 1993 door Kwon & Jeon.